# Coleophora paradrymidis
Coleophora paradrymidis is een vlinder uit de familie kokermotten (Coleophoridae). De wetenschappelijke naam is voor het eerst geldig gepubliceerd in 1949 door Toll.
De soort komt voor in Europa.